# Ragnarök DS
Ragnarök DS (ラグナロクオンラインDS, Ragunaroku Onrain Dī Esu) est un jeu vidéo de rôle développé et édité par GungHo Online Entertainment, sorti en 2008 sur Nintendo DS.

## Accueil
- Famitsu : 28/40[1]